# 春岡 (さいたま市)
春岡（はるおか）は、埼玉県さいたま市見沼区の地名。現行行政地名は春岡一丁目から春岡三丁目。住居表示未実施地区。郵便番号は337-0008。

## 地理
さいたま市見沼区の北部の大宮台地上に位置する。区画整理事業によって住宅地が造成されたが、交通の便は悪く、空き地が目立つ。
地内は全域が市街化区域に指定され、住宅と生産緑地地区としての農地が混在する。直下には綾瀬川断層が所在する。
大宮台地の縁に当たる町域の東端には見沼代用水東縁が流れ、流域に沿って緑のヘルシーロードや桜並木が整備されている。

### 地価
国土交通省地価公示
- 所在及び地番：春岡三丁目31番5
- 価格：101,000円/m2
- 利用現況：住宅
  - 2016年（平成28年）1月1日現在[6]

## 歴史
- 2009年（平成21年）1月10日 - 深作西部土地区画整理事業の換地処分が完了し、大字深作・大字丸ヶ崎・大字小深作及び島町の各一部から春岡一 - 三丁目、深作一・三丁目（綾瀬川東側のごく一部）、島町一・二丁目（境界調整のためのごく一部）が成立した[7][8]。

## 世帯数と人口
2017年（平成29年）9月1日現在の世帯数と人口は以下の通りである。
| 丁目       | 世帯数    | 人口    |
| ---------- | --------- | ------- |
| 春岡一丁目 | 551世帯   | 1,497人 |
| 春岡二丁目 | 783世帯   | 1,975人 |
| 春岡三丁目 | 1,081世帯 | 2,699人 |
| 計         | 2,415世帯 | 6,171人 |

## 小・中学校の学区
市立小・中学校に通う場合、学区（校区）は以下の通りとなる。
| 丁目       | 番地    | 小学校                 | 中学校                   |
| ---------- | ------- | ---------------------- | ------------------------ |
| 春岡一丁目 | 28番6号 | さいたま市立島小学校   | さいたま市立大砂土中学校 |
| 春岡一丁目 | その他  | さいたま市立春岡小学校 | さいたま市立春里中学校   |
| 春岡二丁目 | 1〜22番 | さいたま市立春岡小学校 | さいたま市立春野中学校   |
| 春岡二丁目 | その他  | さいたま市立春岡小学校 | さいたま市立春里中学校   |
| 春岡三丁目 | 1〜34番 | さいたま市立春岡小学校 | さいたま市立春野中学校   |
| 春岡三丁目 | その他  | さいたま市立春岡小学校 | さいたま市立春里中学校   |

## 交通

### 鉄道
町域内に鉄道は敷設されていない。最寄り駅はJR東北本線（宇都宮線）東大宮駅であるが春岡三丁目31番5の地点より1.8 kmの地点にある。地域によっては東武野田線（東武アーバンパークライン）七里駅も近隣にある。

### 道路
- 埼玉県道322号東門前蓮田線

### バス
- 国際興業バス
  - さいたま東営業所
    - 東大01 ： 東大宮駅 - 東大宮六丁目 - 深作中 - アーバンみらい
    - 東大02 ： 東大宮駅→東大宮六丁目→深作中→アーバンみらい→ファミリータウン西→ 東大宮六丁目→東大宮駅〈春岡先回り循環〉（午前のみ）
    - 東大02 ： 東大宮駅→東大宮六丁目→ファミリータウン西→アーバンみらい→深作中→東大宮六丁目→東大宮駅〈ファミリータウン先回り循環〉（午後のみ。深夜バスも運行・平日のみ2本）
    - 東大81 ： さいたま東営業所 - 神宮台入口 - 七里駅入口 - 深作中 - アーバンみらい - 丸ヶ崎火の見下 - 東大宮駅
（東大宮駅→さいたま東営業所に深夜バスも運行・平日のみ2本）
    - 七里01 ： さいたま東営業所 - 神宮台入口 - 七里駅入口 - 深作中 - アーバンみらい

## 施設
春岡一丁目
- 東京電力パワーグリッド深作変電所
- 白山神社
- 春岡1丁目公園

春岡二丁目
- さいたま市立春岡小学校
- 深作ポンプ場
- 入ノ山公園
- 稲荷台公園
- 真言宗智山派覚蔵院

春岡三丁目
- 春岡中央公園
- 西原公園